# 1461日のクレシドラ
1461日のクレシドラ（せんよんひゃくろくじゅういちにちのくれしどら）は、2022年に結成された日本の女性アイドルグループ。

## 概要
2022年に結成されたユニドルからかき集めた現役女子大生限定のアイドルグループ。グループ名は世界最古の大学ができたイタリアの公用語であるイタリア語で「砂時計」を意味する「クレシドラ」と4年制大学の最短修業年限である4年間を日数で表した1461日にちなむ。
グループのコンセプトにより大学卒業と同時にメンバーはグループを卒業する。
2023年7月30日、活動休止。

## メンバー
| 名前                      | 生年月日（年齢）      | 在籍大学         | 愛称       | 身長    | 備考               |
| ------------------------- | --------------------- | ---------------- | ---------- | ------- | ------------------ |
| 伊田 江里奈 いだ えりな   | 2002年6月20日（22歳） | 慶應義塾大学     | だーえり   | 152cm   |                    |
| 大月 星奈 おおつき せいな | 2002年7月22日（22歳） | 亜細亜大学       | せーちゃん | 145.5cm |                    |
| 一ノ瀬 直緒 いちのせ なお | 2001年9月8日（23歳）  | 日本女子大学     | なおちゃん | 152.8cm | 現可憐なアイボリー |
| 山下 萌 やました もえ     | 2001年4月14日（23歳） | 早稲田大学       | やまもえ   | 164cm   |                    |
| 吉田 梨乃 よしだ りの     | 2001年9月30日（23歳） | 洗足学園音楽大学 | りのてん   | 154cm   |                    |

## 元メンバー
| 名前                        | 生年月日（年齢）       | 在籍大学  | 愛称     | 身長    | 備考                                        |
| --------------------------- | ---------------------- | --------- | -------- | ------- | ------------------------------------------- |
| 西川 まりあ にしかわ まりあ | 2004年3月3日（21歳）   | S女子大学 | まりあ   | 157cm   | 2023年6月脱退                               |
| 瀬戸 彩郁 せと あやか       | 1999年11月18日（25歳） | S女子大学 | あやかん | 153.6cm | 大学卒業に伴い2023年3月をもってグループ卒業 |